# Патерсон, Изабель
Изабель Патерсон (урождённая Боулер, 22 января 1886 — 10 января 1961) — канадско-американская журналистка, писательница, политический философ и ведущий литературный и культурный критик своего времени. Историк Джим Пауэлл назвал Патерсон одной из трёх матерей-основателей американского либертарианства, наряду с Роуз Уайлдер Лейн и Айн Рэнд, которые обе признавали свой интеллектуальный долг перед Патерсон. В самой известной работе Патерсон «Бог машины» (1943), трактате по политической философии, экономике и истории, были сделаны выводы и поддержаны убеждения, которые многие либертарианцы считают основой своей философии. Её биограф Стивен Д. Кокс (2004) считает, что Патерсон была «самой ранней родоначальницей либертарианства, каким мы его знаем сегодня». В письме 1943 года Рэнд писала, что «Бог машины — это документ, который может буквально спасти мир … Бог Машины делает для капитализма то же, что Das Kapital делает для красных и что Библия делает для христианства».

## Жизнь
Изабель Мэри Боулер родилась в сельской местности острова Манитулин, Онтарио. В раннем возрасте она переехала с семьёй на запад, выросла на скотоводческом ранчо в Альберте. Семья Патерсон была довольно бедной, у неё было восемь братьев и сестёр. Патерсон любила читать, в основном была самоучкой: её государственное образование состояло в обучении около трёх лет в сельской школе в возрасте от 11 до 14 лет. В подростковом возрасте Боулер уехала с ранчо в город Калгари, где устроилась клерком на Канадско-Тихоокеанскую железную дорогу. Подростком она работала официанткой, стенографисткой и бухгалтером, одно время была помощницей будущего премьер-министра Канады Р. Б. Беннета.
Хотя Патерсон была красноречивой, начитанной и эрудированной, у неё было крайне ограниченное формальное образование, о чём она рассказывала Роуз Уайлдер Лейн, которая также много лет была подругой и корреспондентом Патерсон:216–8; 241–2.
В 1910 году в возрасте 24 лет Боулер вступила в недолгий брак с канадцем Кеннетом Б. Патерсоном. Брак не был счастливым, и в 1918 году они расстались. Именно в эти годы Патерсон устроилась на работу в газету Inland Herald в Спокане, штат Вашингтон. Сначала она работала в коммерческом отделе газеты, но позже перешла в редакционный отдел. Там началась её журналистская карьера. Следующей её должностью была работа в газете в Ванкувере, Британская Колумбия, где в течение двух лет она писала рецензии на драмы.

### Писательница и критик
В 1914 году Патерсон без особого успеха начала отправлять в издательства свои первые два романа, «Гнездо сороки» и «Всадники теней». Только в 1916 году её второй роман «Всадники теней» был принят и опубликован компанией John Lane Company, которая также опубликовала «Гнездо сороки» в следующем, 1917 году:46.
После Первой мировой войны она переехала в Нью-Йорк, где работала у скульптора Гутзона Борглума. Он создавал статуи для собора Святого Иоанна Богослова, а позже вырезал мемориал на горе Рашмор. Патерсон также писала для World and American в Нью-Йорке.
В 1921 году Патерсон стала помощницей Бертона Раскоу, нового литературного редактора New York Tribune, позже New York Herald Tribune . В течение 25 лет, с 1924 по 1949 год, она вела колонку (подписанную «IMP») в разделе «Книги» Herald Tribune. Патерсон стала одним из самых влиятельных литературных критиков своего времени. Она освещала период появления в литературном мире США множества молодых писателей, включая Эрнеста Хемингуэя, Ф. Скотта Фицджеральда и многих других, афроамериканцев Гарлемского Возрождения, а также первого американского поколения великих волн иммигрантов из Европы. Среди её друзей в этот период был известный юморист Уилл Каппи:92–5. В 1928 году в возрасте 42 лет она стала гражданкой США.
Она была печально известна тем, что демонстрировала свой острый ум в своей колонке и позволяла себе шутить над ценностями. В колонке же она впервые сформулировала многие политические идеи, которые достигли своей окончательной формы в «Боге машины». Её размышления, особенно о свободной торговле, также были предвосхищены её историческими романами 1920-х и 1930-х годов. Патерсон выступала против большей части экономической программы, известной как Новый курс, которую американский президент Франклин Д. Рузвельт ввёл в действие во время Великой депрессии. Она выступала за меньшее участие правительства как в социальных, так и в финансовых вопросах.
Наряду с Роуз Уайлдер Лейн и Зорой Нил Хёрстон Патерсон критически относилась к внешней политике Рузвельта и на протяжении 1930-х годов писала колонки, поддерживая свободу и избегая иностранных проблем.

### Патерсон и Айн Рэнд
К концу 1930-х годов Патерсон возглавила группу молодых писателей, многие из которых были другими сотрудниками Herald Tribune, разделявшими её взгляды. Одним из них был будущий корреспондент и редактор журнала Time Сэм Уэллс (Сэмюэл Гарднер Уэллс):339–40.
Другой была молодая Айн Рэнд. Судя по их многочисленным дискуссиям, Патерсон приписывают расширение знаний Рэнд об американской истории и правительстве, а Рэнд — идеи, внесённые в «Бога машины». Патерсон считала этику Рэнд уникальным вкладом, написав ей в 1940-х годах: «Кажется, вы до сих пор сами не понимаете, что ваша идея нова. Это не Ницше и не Макс Штирнер … Их предполагаемое Эго было составлено из крутящихся слов — ваша концепция Эго — это сущность, личность, живое существо, функционирующее в конкретной реальности».
Патерсон и Рэнд продвигали книги друг друга и на протяжении многих лет вели обширную переписку, в которой часто затрагивали вопросы религии и философии. Атеистка Рэнд критиковала попытки деистки Патерсон связать капитализм с религией. Рэнд считала, что эти две сущности несовместимы, и они долго спорили. Их переписка закончилась после того, как они поссорились в 1948 году. Во время визита Рэнд в её дом в Калифорнии замечания Патерсон о писателе Морри Рискинде и резкое поведение по отношению к бизнесмену Уильяму С. Маллендору, другому гостю Рэнд, привели к разочарованию Рэнд в «Пэт».
Точно так же Патерсон порвала с другой подругой и политической союзницей, Роуз Уайлдер Лейн, в 1946 году:313.
«Бог машины» был опубликован в том же году, что и роман Рэнд «Источник» и «Открытие свободы» Роуз Уайлдер Лейн. Писатель Альберт Джей Нок писал, что научно-популярные книги Лейн и Патерсон были «единственными внятными книгами по философии индивидуализма, написанными в Америке в этом столетии». Две женщины «показали мужскому миру того периода, как мыслить фундаментально … Они не возятся — каждый выстрел попадает прямо в центр». Журналист Джон Чемберлен приписывает Патерсон, Лейн и Рэнд его окончательное «обращение» от социализма к тому, что он назвал «старой американской философией» либертарианских и консервативных идей.

### Поздние годы
Патерсон также повлияла на подъём американского консерватизма после Второй мировой войны через её переписку с молодым Расселом Керком в 1940-х и с Уильямом Ф. Бакли в 1950-х. Бакли и Кирк основали National Review, в котором Патерсон некоторое время участвовала. Однако иногда она резко отстранялась от Бакли, например, не соглашаясь с рецензией журнала на роман Рэнд «Атлант расправил плечи»:351.
Выйдя на пенсию, Патерсон отказалась зарегистрироваться в системе социального обеспечения и хранила свою карточку социального обеспечения в конверте со словами «Мошенничество с социальным обеспечением»:325.
Патерсон умерла 10 января 1961 года и была похоронена на участке семьи Уэллсов на епископальном кладбище Святой Марии в Берлингтоне, штат Нью-Джерси:362–363.

## Цитаты
Большая часть вреда в мире причиняется хорошими людьми, а не по случайности, упущению или упущению. Это результат их преднамеренных действий, в которых они упорствовали долгое время и которые, по их мнению, были мотивированы высокими идеалами для достижения добродетельных целей ... когда миллионы людей убиты, когда практикуются пытки, навязывается голод, угнетение становится политикой, как в настоящее время в большей части мира, и, как это часто бывало в прошлом, это происходит по воле очень многих хороших людей и даже по их прямому действию по достижению того, что они считают достойной целью»
(Бог машин)